# Кооперативний банк
Кооперати́вний банк — кредитно-фінансова установа, створювана товаровиробниками за галузевим чи територіальним принципом для задоволення взаємних потреб у кредитах чи інших банківських послугах.
Кооперативним банкам властиві такі ознаки:
- колективний характер приватної власності;
- прибуток не ділять між пайовиками або вкладниками, а використовують на сплату процентів за вкладами та на збільшення резервного фонду;
- контроль за діяльністю банку не може здійснювати окрема особа, а тільки група осіб.

## Історія розвитку кооперативного банку
Історія кооперативного банку (кредитної спілки, інших форм кредитних кооперативних організацій) починається в 1798 році, коли Генрі Дункан став пастором селища Рутвелл на південному заході Шотландії. Він прагнув покращити життя своїх парафіян, тому в 1810 році вирішив заснувати банк для парафіян, залучаючи їх кошти і розміщуючи їх в комерційному банку. Частка відсоткового дохіду, яка залишалась після виплат вкладникам, скеровувалась на будівництво сільської школи. Подібні фінансові установи набули поширення на території Англії в першій половині 19 століття, проте багато з низ збанкрутувало через відсутність професійного керівництва та проблем з поверненням позик.
В 19 столітті Герман Шульц перебував на посаді бургомістра міста Деліч. Відстоюючи інтереси дрібних ремісників та торговців, спочатку заснував організацію, що займалась виплатами людям при виникненні хвороб. В 1850 році заснував кредитну організацію, фінансування якої відбувалось з пожертв заможних містян, проте в складі вкладників також з’явилось десять ремісників. Розуміючи неефективність роботи цієї фінансової установи, в 1852 році Герман Шульц організує кооперативний банк на наступних принципах:
- вкладники кооперативного банку вкладають однакові суми та мають однакові права при прийнятті рішень;
- позики надаються тільки вкладникам товариства та/або родичам вкладників під особисту поруку родича-вкладника;
- позичальники відповідають за позики всім своїм майном;
- 20% отриманого прибутку спочатку перераховувалось до резервів банку, решта прибутку розподілялись пропорційно між вкладникам, як дивіденди на вкладені кошти;
- управління коштами та рішення щодо видачі позик відбувалось виконавчим органом, що обирався раз на три роки та контролювався наглядовою радою. Всі працівники банку отримували заробіну плату, так як Герман Шульц вважав, що ефективна робота завжди має бути оплачена.

Приблизно в той же час, в другій половині 19 століття в Німеччині Фрідріх Вільгельм Райффайзен перебував на посаді бургомістра Фламмерсфельда, спостерігав за життям селян, які перебувають під тиском лихварів. Каталізатором заснування ряду кооперативних спільнот став жахливий голод 1846-1847 років, Фрідріх Вільгельм Райффайзен засновує продовольчий кооператив «Товариство самопоставки хліба і зерна»; в 1849 році заснував перший кредитний банк в Фламмерсфельді, в 1854 році – другий кредитний банк в Хеддерсдорфі. Проте в цих банках капітал формувався благодійними внесками від заможних громадян, а повернення позик зачасту мало проблемний характер. Саме через ці причини в 1864 році Фрідріх Вільгельм Райффайзен в Ангаузені заснував першу банківську установу на наступних принципах:
- вкладниками банку є фермери, вони і володіють капіталом банку (принцип «одна акція – один голос»);
- позичальниками зазвичай є фермери з тієї ж общини, що і вкладники, позичальники відповідають за позику всім своїм майном;
- стратегічно банки були організовані окремо для різних населених пунктів, в цьому випадку позичальники та вкладники банків були в одній общині, що значно підвищувало мотивацію позичальників повертати кошти.

## Кооперативні банки в світі

### Канада
Фінансові установи, створені за кооперативним принципом, в Канаді трансформувались в кредитні каси.

### Європа
В Європі набільшими кооперативними банками є Креді Агріколь Банк (Франція), Le Crédit Mutuel (Франція), Groupe BPCE (Франція), Rabobank (Нідерланди), Co-operative Financial Network (Німеччина). Кооперативні банківські установи в Європі є членами Європейської Асоціації Кооперативних Банків (ЄАКБ). 
Динаміка розвитку сектору кооперативного банкінгу в Європі може бути проілюстрована наступними даними (дані включають показники організації Building Societies Association в Сполученому королівстві):
| Показник                                                      | Дані на кінець 2010 року | Дані на кінець 2020 року |
| Депозити, млн. євро                                           | 3 107 906                | 4 643 400                |
| Позики видані, млн. євро                                      | 3 304 818                | 4 941 656                |
| Загальна вартість активів, млн. євро                          | 5 647 349                | 8 821 420                |
| Кількість відділень                                           | 65 970                   | 41 758                   |
| Загальна чисельність працівників, тис. осіб                   | 777,6                    | 704,5                    |
| Кількість організацій/коопераційних банків, що входять в ЄАКБ | 3 874                    | 2 754                    |

В 2020 році доля депозитів в коопераційних банках в середньому складала 20% усіх депозитів банківської системи окремої країни Європи.